# 大和乡
大和乡，是中华人民共和国四川省巴中市巴州区下辖的一个乡镇级行政单位。大和乡位于巴中市巴州区东部边缘，距市区52公里；东与通江县杨柏乡、火炬镇抵界，南与巴州区花溪乡、水宁寺镇相连，西与巴州区清江镇接壤，北与关渡乡毗邻。

## 行政区划
大和乡下辖以下地区：
回龙村、太华村、界牌村、双河村、东溪村、方坝村、岗石村、朱垭村、北山村和板登垭村。